# TX-16 (атомная бомба)
TX-16/EC-16 (иногда Mk.16) — первая американская термоядерная бомба, принятая на вооружение. Единственное принятое на вооружение термоядерное устройство на жидком дейтерии. Разработана Лос-Аламосской национальной лабораторией. Создавалась как подстраховка на случай неудачи программы создания термоядерной бомбы на дейтериде лития. Изготовлено всего несколько экземпляров, состоявших на вооружении менее года.

## История
1 ноября 1952 года на атолле Эниветок были проведены успешные испытания первого в мире термоядерного устройства — заряда «Ivy Mike». Использовавшая в качестве термоядерного горючего сжиженный дейтерий, экспериментальная бомба имела огромные габариты и весила более 70 тонн; по сути дела, она являлась лишь полномасштабным демонстратором технологии, непригодным для боевого применения. Тем не менее, огромная мощность взрыва, превысившая 10,4 мегатонн, подтвердила работоспособность идеи термоядерного оружия.
Для боевого применения, однако, требовалось создать термоядерные устройства, достаточно компактные для транспортировки самолётами. Физики считали возможным создать компактное термоядерное оружие на твёрдом топливе — дейтериде лития-6. Однако, создание такой «твердотельной» термоядерной бомбы требовало значительных исследовательских работ в области литиевых изотопов, и у военных не было полной уверенности в том, что подобную бомбу удастся создать быстро.
Чтобы подстраховать себя на случай задержек с разработкой бомбы на дейтериде лития, командование ВВС США решило в экстренном порядке разработать и принять на вооружение термоядерную бомбу на сжиженном дейтерии, использующую уже освоенную технологию.

## Конструкция
Термоядерная бомба TX-16 была массивным и очень крупногабаритным оружием. По конструкции, она представляла собой упрощенную и более компактную версию устройства «Ivy Mike»; ядерный праймер TX-5 эквивалентом в 100 килотонн использовался для инициирования реакции в массивном сосуде Дьюара, содержавшем жидкий дейтерий. Снаружи устройство было окружено экраном из обеднённого урана, использовавшимся как отражатель.
При детонации ядерного праймера выделяющиеся в первые доли секунды после взрыва рентгеновские лучи, отражаясь от урановой оболочки, сжимали и нагревали жидкий дейтерий в сосуде Дьюара. Проходивший по оси сквозь сосуд плутониевый стержень — «зажигалка» — в результате срабатывания праймера давал вспышку нейтронов, которые поджигали термоядерную реакцию в сжатом и перегретом дейтерии вокруг. Результатом являлся термоядерный взрыв эквивалентом около 6-8 мегатонн.
Корпус бомбы имел форму вытянутой сигары длиной 7,54 метра и диаметром в 1,56 метра. Стабилизаторов бомба не имела. Её вес достигал 19 тонн, что делало её вторым по весу термоядерным оружием в арсенале ВВС США. Единственным самолётом, способным нести это оружие, был тяжёлый бомбардировщик B-36, причём особые требования криогенной бомбы вынудили специально модернизировать его носители; в результате, только один бомбардировщик был приспособлен для применения такой бомбы.

## Производство
С февраля 1954 было выпущено 5 единиц.

## На вооружении
Бомба TX-16, также известная как EC-16, была принята на вооружение в феврале 1954 года. С самого начала это оружие рассматривалось как временная мера, разработанная исключительно с целью получить какое-то термоядерное оружие немедленно. Обслуживание бомбы на жидком дейтерии было сложным и дорогостоящим мероприятием, а боевое применение было затруднительно. Фактически, основным значением бомбы EC-16 было чисто политическое — при её помощи США демонстрировали наличие у них действующего термоядерного оружия.
Успешное испытание термоядерной бомбы на дейтериде лития в ходе теста «Кастл Браво» в марте 1954 мгновенно сделало криогенные термоядерные бомбы EC-16 устаревшими морально и физически. Небольшой арсенал этих бомб поддерживался на вооружении до начала серийного производства твердотельных термоядерных бомб Mark-17 в июле 1954. В октябре 1954 все бомбы EC-16 были сняты с вооружения.